# Odontanthias
Odontanthias – rodzaj ryb okoniokształtnych z rodziny strzępielowatych (Serranidae).

## Klasyfikacja
Gatunki zaliczane do tego rodzaju:

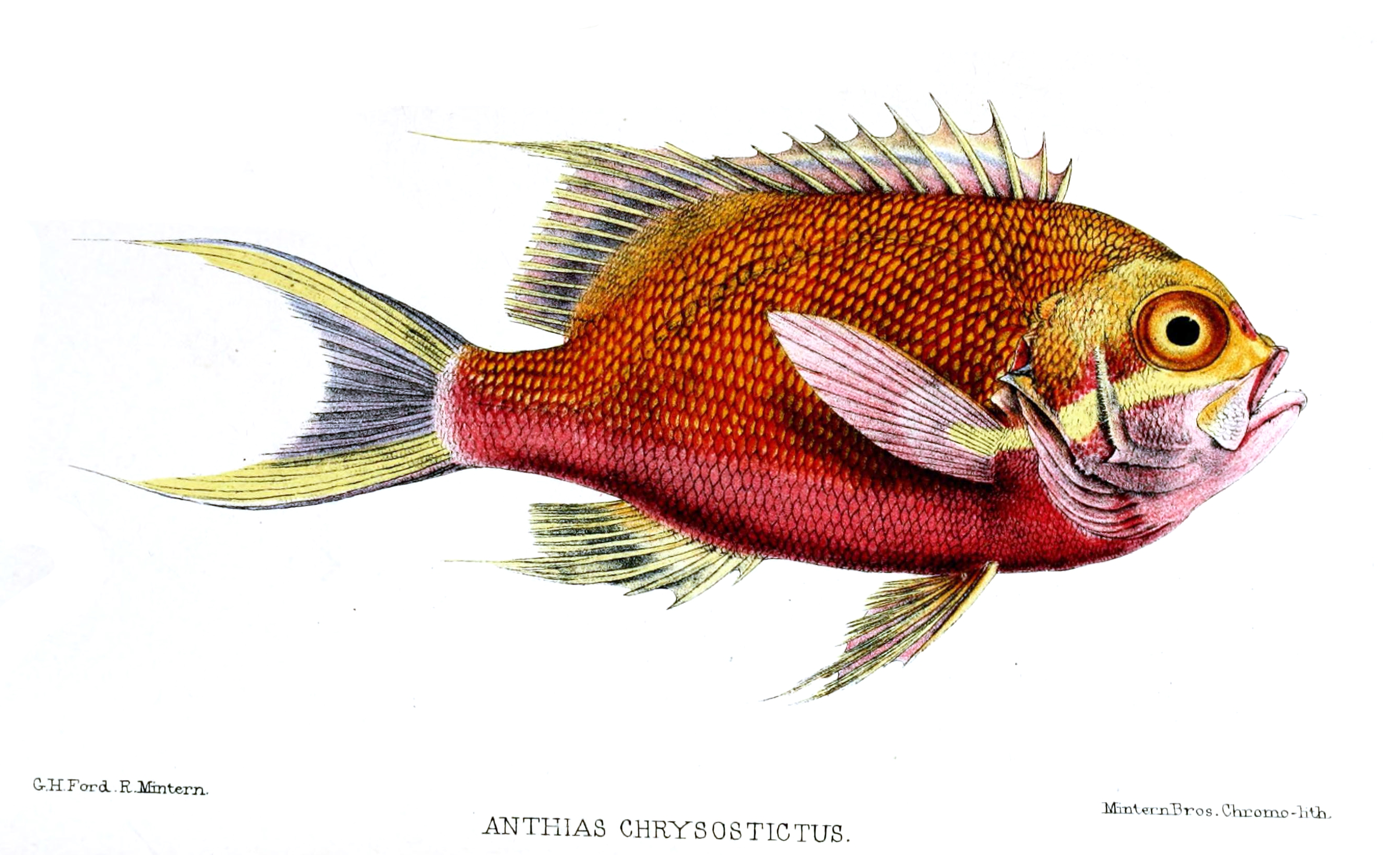
Odontanthias borbonius
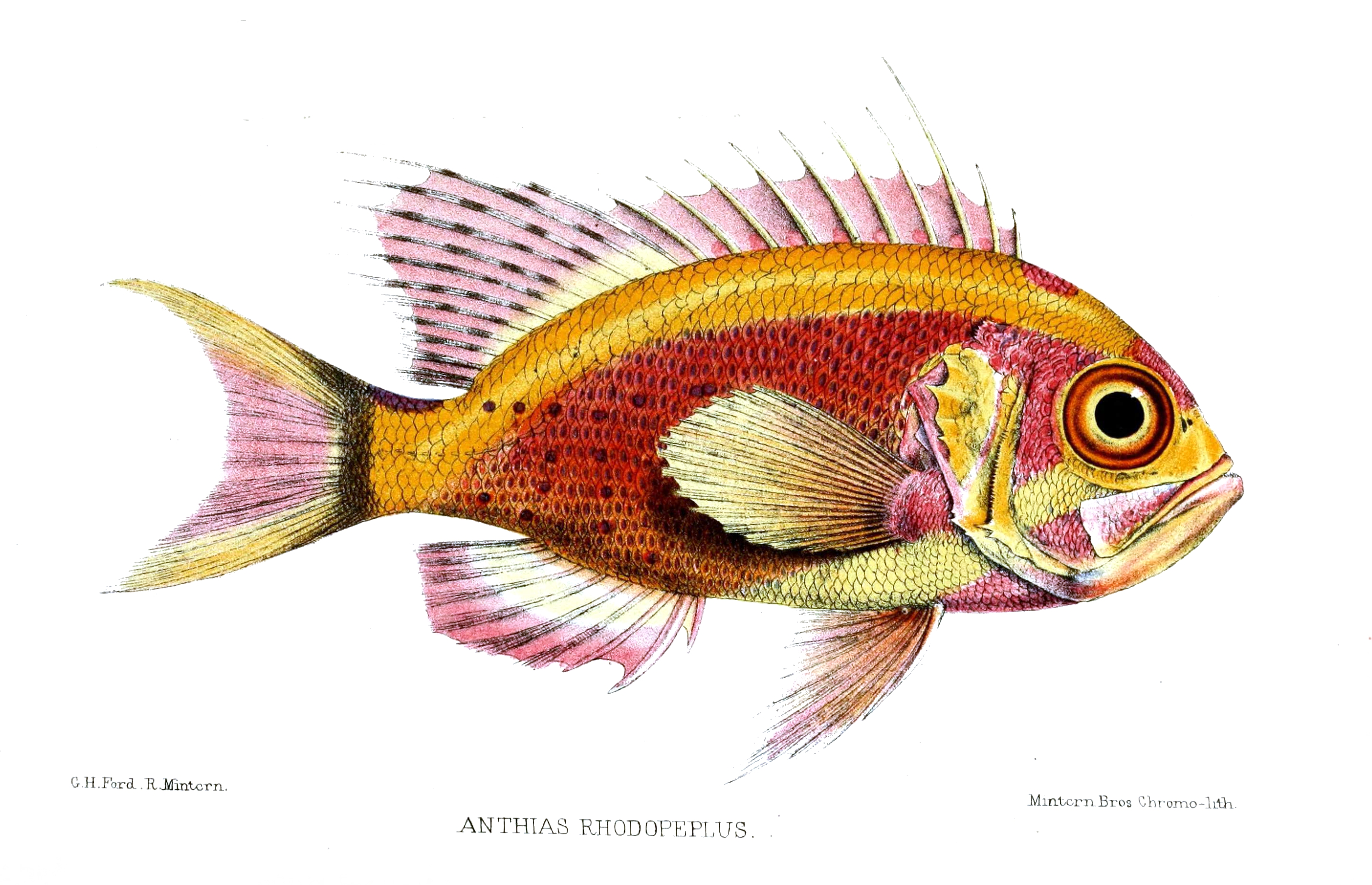
Odontanthias caudicinctus
- Odontanthias chrysostictus
- Odontanthias dorsomaculatus
- Odontanthias elizabethae
- Odontanthias flagris
- Odontanthias fuscipinnis
- Odontanthias grahami
- Odontanthias hensleyi
- Odontanthias katayamai
- Odontanthias randalli
- Odontanthias rhodopeplus
- Odontanthias tapui
- Odontanthias unimaculatus
- Odontanthias wassi

- Odontanthias chrysostictus
- Odontanthias rhodopeplus